# Austrian Darts Open
| Austrian Darts Open | Austrian Darts Open          |
| ------------------- | ---------------------------- |
| Sportart            | Darts                        |
| Organisator         | PDC Europe                   |
| Turnierart          | Ranglistenturnier            |
| Austragungsort      | Steiermarkhalle, Premstätten |
| Austragungszeitraum | wechselnd                    |
| Rekordsieger        | Michael van Gerwen (4×)      |
| amtierender Sieger  | Martin Schindler             |
| Letzte Austragung   | 2025                         |
| Nächste Austragung  | 2026                         |

Die Austrian Darts Open ist ein Ranglistenturnier im Dartsport, welches von der PDC Europe veranstaltet wird. Es ist ein Event der European Darts Tour, welche im Rahmen der PDC Pro Tour durchgeführt wird. Austragungsort ist seit 2018 die Steiermarkhalle in Premstätten in Österreich. Es wurde im Jahr 2012 zum ersten Mal ausgetragen.
Amtierender Titelverteidiger ist Martin Schindler, der das Turnier 2025 durch einen 8:4-legs-Finalsieg über Ross Smith  gewinnen konnte.

## Format
Das Turnier wird im K.-o.-System gespielt. Spielmodus ist in den ersten drei Runden ein best of 11 legs, im Halbfinale best of 13 legs und im Finale best of 15 legs.
Jedes leg wird im double-out-Modus gespielt.

## Preisgeld
Bei dem Turnier werden seit 2023 insgesamt £ 175.000 an Preisgeldern ausgeschüttet. Das Preisgeld verteilte sich unter den Teilnehmern wie folgt:
| Position (Anzahl der Spieler) | Position (Anzahl der Spieler) | Preisgeld |
| ----------------------------- | ----------------------------- | --------- |
| Gewinner                      | (1)                           | £ 30.000  |
| Finalist                      | (1)                           | £ 12.000  |
| Halbfinalisten                | (2)                           | £ 8.500   |
| Viertelfinalisten             | (4)                           | £ 6.000   |
| Achtelfinalisten              | (8)                           | £ 4.000   |
| Verlierer der 2. Runde        | (16)                          | £ 2.500   |
| Verlierer der Vorrunde        | (16)                          | £ 1.250   |
|                               |                               |           |
|                               |                               | £ 175.000 |

## Finalergebnisse
| Jahr | Austragungsort               | Sieger                               | Ergebnis                             | Finalist                             | Preisgeld                            | Preisgeld                            |
| Jahr | Austragungsort               | Sieger                               | Ergebnis                             | Finalist                             | Gesamt                               | Sieger                               |
| ---- | ---------------------------- | ------------------------------------ | ------------------------------------ | ------------------------------------ | ------------------------------------ | ------------------------------------ |
| 2012 | Arena Nova, Wiener Neustadt  | Justin Pipe                          | 6 : 3                                | James Wade                           | 0£ 82.100                            | 0£ 15.000                            |
| 2013 | Arena Nova, Wiener Neustadt  | Michael van Gerwen                   | 6 : 3                                | Mervyn King                          | 0£ 100.000                           | 0£ 20.000                            |
| 2014 | Salzburgarena, Salzburg      | Vincent van der Voort                | 6 : 5                                | Jamie Caven                          | 0£ 100.000                           | 0£ 20.000                            |
| 2015 | nicht ausgetragen            | nicht ausgetragen                    | nicht ausgetragen                    | nicht ausgetragen                    | nicht ausgetragen                    | nicht ausgetragen                    |
| 2016 | Multiversum, Schwechat       | Phil Taylor                          | 6 : 4                                | Michael Smith                        | 0£115.000                            | 0£ 25.000                            |
| 2017 | Multiversum, Schwechat       | Michael van Gerwen                   | 6 : 5                                | Michael Smith                        | 0£ 135.000                           | 0£ 25.000                            |
| 2018 | Steiermarkhalle, Premstätten | Jonny Clayton                        | 8 : 5                                | Gerwyn Price                         | 0£ 135.000                           | 0£ 25.000                            |
| 2019 | Steiermarkhalle, Premstätten | Michael van Gerwen                   | 8 : 7                                | Ian White                            | 0£ 140.000                           | 0£ 25.000                            |
| 2020 | Steiermarkhalle, Premstätten | Abgesagt wegen der COVID-19-Pandemie | Abgesagt wegen der COVID-19-Pandemie | Abgesagt wegen der COVID-19-Pandemie | Abgesagt wegen der COVID-19-Pandemie | Abgesagt wegen der COVID-19-Pandemie |
| 2021 | nicht ausgetragen            | nicht ausgetragen                    | nicht ausgetragen                    | nicht ausgetragen                    | nicht ausgetragen                    | nicht ausgetragen                    |
| 2022 | Steiermarkhalle, Premstätten | Michael van Gerwen                   | 8 : 5                                | Danny Noppert                        | 0£ 140.000                           | 0£ 25.000                            |
| 2023 | Steiermarkhalle, Premstätten | Jonny Clayton                        | 8 : 6                                | Josh Rock                            | 0£ 175.000                           | 0£ 30.000                            |
| 2024 | Steiermarkhalle, Premstätten | Luke Littler                         | 8 : 4                                | Joe Cullen                           | 0£ 175.000                           | 0£ 30.000                            |
| 2025 | Steiermarkhalle, Premstätten | Martin Schindler                     | 8 : 4                                | Ross Smith                           | 0£ 175.000                           | 0£ 30.000                            |

## Höchste Averages
Die Tabelle nennt die zehn höchsten Averages in der Turniergeschichte.
| #  | Spieler              | Jahr | Runde        | Average | Ergebnis |
| -- | -------------------- | ---- | ------------ | ------- | -------- |
| 1  | Michael van Gerwen   | 2017 | Halbfinale   | 115,57  | Sieg     |
| 2  | Michael Smith        | 2014 | 1. Runde     | 114,15  | Sieg     |
| 3  | Dave Chisnall        | 2012 | Achtelfinale | 113,09  | Sieg     |
| 4  | Joe Cullen           | 2013 | 2. Runde     | 111,84  | Sieg     |
| 5  | Martin Schindler     | 2024 | 1. Runde     | 111,37  | Sieg     |
| 6  | Michael van Gerwen   | 2016 | 2. Runde     | 109,98  | Sieg     |
| 7  | Dirk van Duijvenbode | 2025 | 2. Runde     | 108,66  | Sieg     |
| 8  | Madars Razma         | 2022 | 1. Runde     | 108,65  | Sieg     |
| 9  | Terry Jenkins        | 2014 | 1. Runde     | 108,50  | Sieg     |
| 10 | Stephen Bunting      | 2014 | 2. Runde     | 108,34  | Sieg     |